# 함경산맥
함경산맥(咸鏡山脈)은 마천령산맥 중의 두류산(頭流山)에서 북동쪽으로 뻗어 나간 산맥으로서 화강편마암·화강암으로 구성되어 있다. 이 산맥은 한국에서 제일 높은 산맥으로서 관모봉(冠帽峰, 2,541m)을 비롯하여 2,000m 이상 되는 산이 많이 솟아 있다. 이 산맥의 두만강측 사면은 완만하고 동해안측은 급경사를 이루고 있는 단층산맥이다. 그러므로 교통로는 동북쪽의 낮은 부분을 통과하고 있다. 이 산맥의 지역은 유역변경식 수력발전에 유리한 조건을 가지고 있다. 삼림이 울창하여 임산자원이 풍부하다.

## 같이 보기
- 함경북도